# Noritake Takahara
Noritake Takahara (高原 敬武, Tokio, Japón, 6 de junio de 1951) es un expiloto de automovilismo que participó en dos Grandes Premios válidos para el campeonato del mundo de Fórmula 1. En concreto, en las dos primeras ediciones del Gran Premio de Japón en 1976 y 1977.
Fue el primer piloto japonés en debutar en una carrera de Fórmula 1, aunque no fuera válida para el campeonato del mundo, en el BRDC International Trophy de 1974 sobre un March terminando undécimo a una vuelta del vencedor James Hunt.
En 1976es contratado por Surtees para correr el Gran Premio de casa. Clasificando vigésimo cuarto fue capaz de acabar en novena posición, el mejor resultado de todos los pilotos japoneses inscritos, beneficiándose de unas condiciones meteorológicas difíciles, con lluvia muy intensa.
En 1977 con Kojima en el Gran Premio de Japón termina su carrera por abandono después de partir decimonoveno.
Fuera de Fórmula 1 se proclamó ganador de la All-Japan Formula 2000 en dos ocasiones en los años 1974 y 1976.

## Resultados

### Fórmula 1
(Clave) (negrita indica pole position) (cursiva indica vuelta rápida)

| Año  | Escudería          | 1   | 2   | 3   | 4   | 5   | 6   | 7   | 8   | 9   | 10  | 11  | 12  | 13  | 14  | 15  | 16    | 17      | Pos. | Puntos |
| ---- | ------------------ | --- | --- | --- | --- | --- | --- | --- | --- | --- | --- | --- | --- | --- | --- | --- | ----- | ------- | ---- | ------ |
| 1976 | Team Surtees       | BRA | RSA | USW | ESP | BEL | MON | SWE | FRA | GBR | GER | AUT | NED | ITA | CAN | USA | JPN 9 |         | NC   | 0      |
| 1977 | Kojima Engineering | ARG | BRA | RSA | USW | ESP | MON | BEL | SWE | FRA | GBR | GER | AUT | NED | ITA | USA | CAN   | JPN Ret | NC   | 0      |